# Chiesa dei Santi Simone, Giuda e Andrea
La chiesa dei Santi Simone, Giuda e Andrea, più comunemente nota come parrocchiale dei Santi Simone e Giuda o, più raramente , come parrocchiale del Sacro Cuore, è un edificio di culto cattolico situato a Lora, nel territorio comunale di Como. La chiesa è sede della parrocchia locale.

## Storia
La chiesa venne edificata tra l’11 dicembre 1938 e l’estate del 1942 su suggerimento dell’allora vescovo di Como, Alessandro Macchi, in sostituzione della vecchia chiesa parrocchiale dei Santi Simone e Giuda. Quest'ultima era stata costruita nel 1693 (sulla base di una preesistente cappella affidata alle cure dei frati dell'eremo di San Donato fino al 1654), ed aveva dapprima costituito una chiesa vicaria della parrocchia cittadina facente capo alla chiesa di San Bartolomeo, per poi essere elevata al rango di parrocchiale nel 1863.
Tra le varie iniziative finalizzate al finanziamento dei lavori, la vecchia chiesa di San Simone fu affittata alla ditta Amaro Giuliani (sfollata da Milano a causa della guerra). Inoltre, i parrocchiani decisero di devolvere alla parrocchia i proventi della vendita di tutte le uova prodotte durante i giorni festivi, fatto per cui, in centro città, la chiesa fu scherzosamente soprannominata la gésa di ööf’ (in dialetto comasco: la chiesa delle uova).
Il 5 settembre 1942 la chiesa venne consacrata dal vescovo Macchi come “Tempio votivo ai rurali caduti in guerra”. Nonostante questa dedicazione sia esplicitamente presente in cima alla facciata, di fatto la chiesa non fu quasi mai utilizzata come tempio votivo, a tal punto di non essere contemplata nell'elenco ufficiale dei Santuari e templi votivi della Diocesi di Como.
La chiesa fu a lungo identificata nella sede della «parrocchia dei Santi Simone e Giuda»; tuttavia, nel 2008, a seguito di un'indagine storiografica che aveva rilevato una serie di incongruenze nella dedicazione della vecchia chiesa parrocchiale, si decise di modificare la dicitura in «Parrocchia SS. Simone, Andrea e Giuda». Se infatti negli atti costitutivi della parrocchia (1863) e negli atti relativi alle varie visite pastorali del 1633 (ad opera del vescovo Lazzaro Carafino) e del 1823 (vescovo Giambattista Castelnuovo) si parla di "santi Simone e Giuda", nelle visite del 1703 (vescovo Francesco Bonesana), del 1898 (vescovo Teodoro dei conti Valfrè di Bonzo) e del 1910 (vescovo Alfonso Archi) era riportata la dicitura "santi Simone e Andrea".
La costruzione del campanile iniziò nel 1947 e durò due anni. A differenza dei progetti iniziali, che prevedevano il campanile alla destra del tempio, durante un sopralluogo tecnico si constatò che in quel punto il terreno non sarebbe stato in grado di sostenere il peso della torre. Per questa ragione, si decise di optare per il lato opposto del tempio.
Tra il 2006 e il 2008 gli spazi interni della chiesa furono sottoposti a un'importante opera di ristrutturazione.

## Descrizione

### La chiesa
Edificio a pianta centrale con una bassa cupola a base circolare, la chiesa venne costruita secondo i dettami architettonici piacentiniani, con mattoni paramano. Il progetto fu affidato all’architetto Cesare Paleni di Bergamo, già progettista della chiesa del Sacro Cuore a Casteggio e al quale il vescovo Macchi aveva affidato la realizzazione di un piccolo tempio votivo ai medici caduti d’Italia a Duno.

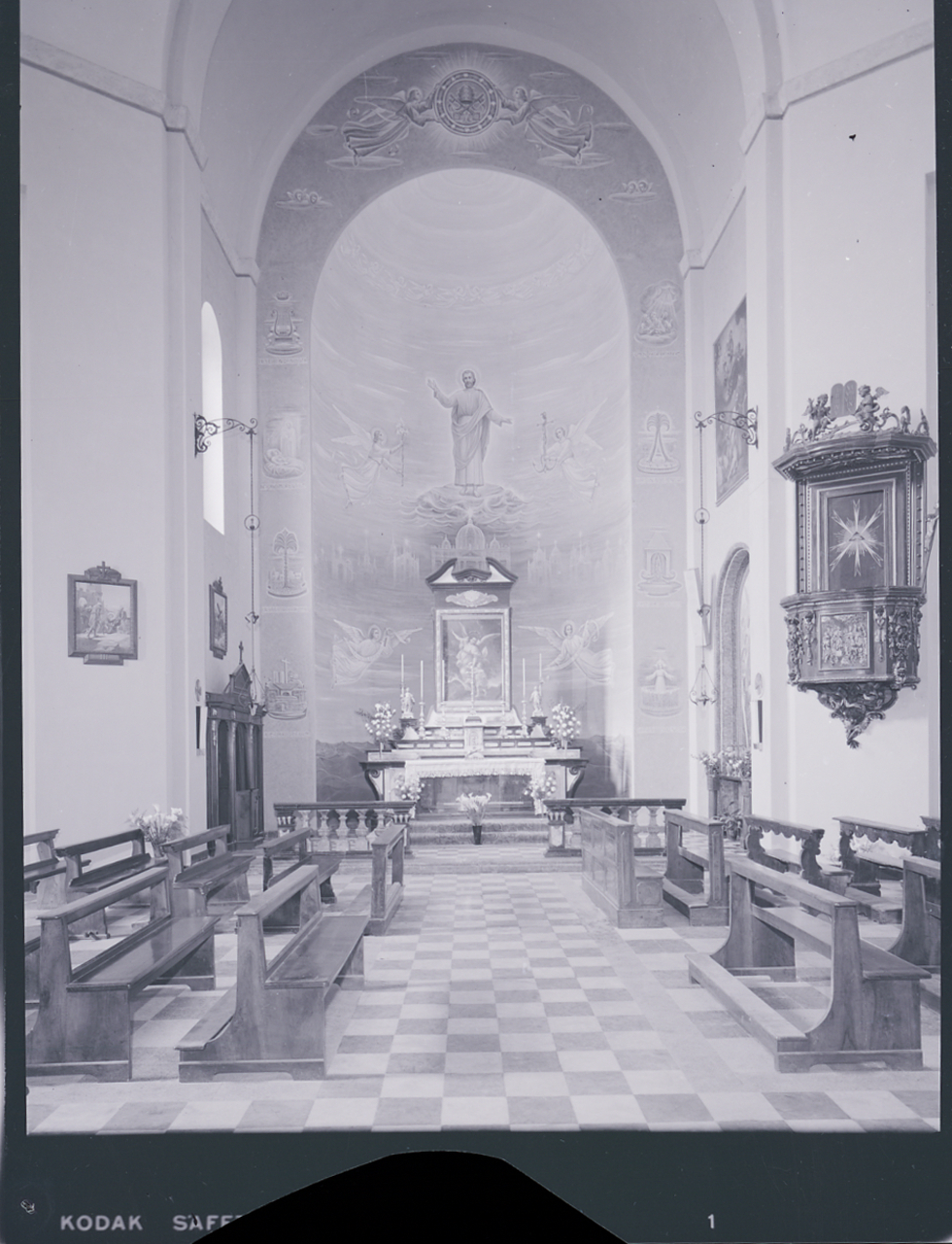
Foto d'epoca dell'altare sinistro della parrocchiale

Gran parte degli interni della chiesa furono trasportati dalla chiesa dei Santi Nazaro e Celso, un’antica chiesa del centro di Como già nominata in documenti del 1254 e demolita nel 1938 nell’ambito del rifacimento del cosiddetto quartiere della Cortesella.
Tra gli arredamenti provenienti dalla chiesa dei Santi Nazaro e Celso particolare menzione meritano un affresco seicentesco della Madonna delle Grazie, un pulpito ligneo intarsiato e un letto penitenziale di 189 chiodi appartenuto al Beato Geremia Lambertenghi.
Per l’affresco della Madonna delle Grazie, il trasferimento nella chiesa di Lora rappresentò un secondo trasloco: fino al 1698 si trovava infatti nell’abitazione privata di un tal Clemens Bononus.
Il pulpito seicentesco è opera dell’intagliatore comasco Giuseppe Gaffuri, peraltro già autore della Madonna lignea della Basilica di San Fedele nonché uno degli intagliatori dell’organo del Duomo di Como. All’interno del pulpito, realizzato nel 1686 e restaurato nel 2012, è possibile ritrovare sia la firma, sia l'autoritratto dell'autore, inciso su uno scudo accanto ad un angelo. Dalla chiesa dei Santi Nazaro e Celso provengono anche l’organo (un Balbiani), due altari ed un grande crocefisso ligneo.
Al termine delle ristrutturazioni degli anni duemila, la cassa di penitenza del Beato Lambertenghi, fino ad allora collocata nell'altare di sinistra della chiesa, venne trasferita nel museo del Santuario della Beata Vergine del Piratello. Nell'aprile 2021 venne riportata nella chiesa lorese.
La chiesa ospita vetrate e cinque mosaici (di cui uno esterno) progettati dal pittore Conconi, mentre le absidi dietro agli altari laterali ospitano dipinti del pittore Cocquio.
La consacrazione della chiesa si riflette nella scena raffigurata dall’affresco del catino absidale alle spalle dell'altar maggiore, dipinto dal pittore Cocquio. L'affresco ritrae un soldato stretto nel tricolore italiano e abbracciato da Gesù, all'interno di un recinto spinato circondato da un campo di grano pronto per la mietitura. Più recenti le pitture sottostanti a questa scena, realizzate in sostituzione di una coppia di affreschi raffiguranti i Santi Simone e Giuda.
Sulle cornici delle tre absidi sono riporta numerosi simboli iconografici (cristologici quella della navata, mariani quelli dell'abside di destra, relativi a San Giuseppe quelli sul lato opposto).

### Il campanile
Il basamento del campanile presenta una sezione quadrata leggermente smussata ai vertici e si estende per un'altezza di oltre venticinque metri, dove trova posto un concerto di cinque campane intonate secondo la scala di Do#3 maggiore, fuse dalla fonderia Roberto Mazzola di Valduggia nel 1950 e benedette il 26 agosto dello stesso anno. Delle cinque campane, una è dedicata ai caduti, mentre un'altra a Luigi Guanella e la Divina Provvidenza. La torre campanaria si conclude con una cuspide, sormontata da una croce alta 4,5 m.

### Esplicative
1. ↑  Situata all’interno di quella che oggi corrisponde ad un’abitazione in via di Lora 17.
2. ↑   rifacimento che coinvolse l'attuale Piazza Perretta e quasi tutti i palazzi affacciati su questa

### Bibliografiche
1. 1 2   Fabio Cani, XXCO_272: Una chiesa votiva [collegamento interrotto], su JSC15 - Journal dal Lago di Como, Lecco e Brianza, 29 settembre 2016. URL consultato il 19 aprile 2021.
2. ↑   PARR. SANTI SIMONE E GIUDA – LORA – Diocesi di Como, su diocesidicomo.it. URL consultato il 19 aprile 2021.
3. 1 2  Giughello, Lora - La Parrocchia, p. 18.
4. 1 2 3   La chiesa di Lora Santuario dei Caduti Rurali, su laprovinciadicomo.it. URL consultato il 23 dicembre 2018.
5. ↑  AA.VV., Lora settembre 1962 - Centenario [...], p. 40.
6. ↑   Parr. SANTI SIMONE E GIUDA LORA, su Diocesi di Como. URL consultato il 30 maggio 2025.
7. 1 2 3  AA.VV., Lora settembre 1962 - Centenario [...], pp. 10-11.
8. 1 2 3 4 5  AA.VV., Cinquant'anni all'ombra del...campanile, p. 4.
9. 1 2  Giughello, Lora - La storia, p. 48.
10. ↑  Lecci, op. cit.
11. ↑  AA.VV., Cinquant'anni all'ombra del...campanile, p. 2.
12. ↑  AA.VV., Lora settembre 1962 - Centenario [...], p. 19.
13. ↑   Santuari diocesani e templi votivi – Santuari Diocesani, su santuari.diocesidicomo.it. URL consultato il 23 novembre 2023.
14. ↑   Diocesi di como - nomine e provvedimenti al 26 agosto 2018, su diocesidicomo.it. URL consultato il 19 Novembre 2018.
15. ↑   SIUSA - Parrocchia dei SS. Simone e Giuda in Lora di Como, su siusa.archivi.beniculturali.it. URL consultato il 5 marzo 2020.
16. ↑  Giughello, Lora - La Parrocchia, pp. 11-18.
17. ↑   Una chiesa votiva, in XXCO - L'architettura del XX secolo in provincia di Como, 29 settembre 2016. URL consultato il 13 novembre 2018.
18. ↑   Copia archiviata, su architettivaccarella.it. URL consultato il 19 aprile 2021 (archiviato dall'url originale il 19 aprile 2021).
19. 1 2  Giughello, Lora - La storia, p. 47.
20. 1 2 3  AA.VV., Cinquant'anni all'ombra del...campanile, p. 3.
21. ↑  https://www.varesenews.it/2004/10/al-tempio-di-duno-per-commemorare-i-medici-scomparsi-in-servizio/285556/
22. 1 2  AA.VV., Cinquant'anni all'ombra del...campanile, p. 5.
23. 1 2 3 4  Giughello, Lora - La Parrocchia, p. 19.
24. ↑  https://coatesa.com/2014/12/23/la-cortesella-e-la-chiesa-dei-santi-nazaro-e-celso-da-luigi-fagetti-finestre-di-citta-la-como-che-ho-visto-e-la-como-che-vorrei-nodolibri-2014/
25. ↑   L’eremo di San Donato, oscuro simbolo di Como, su www.laprovinciadicomo.it, 23 luglio 2023. URL consultato il 24 luglio 2023.
26. ↑  Giughello, Lora - Parrocchia dei Santi Simone Andrea e Giuda, p. 14.
27. ↑   Copia archiviata, su corrieredicomo.it. URL consultato il 19 aprile 2021 (archiviato dall'url originale il 19 aprile 2021).
28. ↑   Copia archiviata, su corrieredicomo.it. URL consultato il 19 aprile 2021 (archiviato dall'url originale il 19 aprile 2021).
29. ↑   Copia archiviata, su ied.it. URL consultato il 19 aprile 2021 (archiviato dall'url originale il 19 aprile 2021).
30. ↑   Copia archiviata, su corrieredicomo.it. URL consultato il 19 aprile 2021 (archiviato dall'url originale il 19 aprile 2021).
31. 1 2  Larghi, p. 4.
32. ↑  Larghi, pp. 5-16.
33. ↑  AA.VV., Noi di Lora, p. 9.